# Medusa Peak
Der Medusa Peak ist ein 1700 m hoher Berg in der antarktischen Ross Dependency. Im Tentacle Ridge der Cook Mountains ragt er südöstlich des Perseus Peak auf.
Das Advisory Committee on Antarctic Names benannte ihn 2000 nach der Medusa, Gorgone aus der griechischen Mythologie.